# Helmenzen
Helmenzen település Németországban, Rajna-vidék-Pfalz tartományban. Lakosainak száma 921 fő (2023. december 31.).

## Népesség
A település népességének változása:
| Lakosok száma | 613  | 870  | 878  | 889  | 917  | 921  |
|               | 1975 | 2017 | 2019 | 2021 | 2022 | 2023 |